# Wystawa Jubileuszowa w Pradze 1891
Wystawa Jubileuszowa w Pradze (cz. Jubilejní zemská výstava) - wystawa gospodarcza zorganizowana w 1891 w Pradze. Pierwotnie miała przedstawiać dorobek gospodarczy całego kraju, jednak ze względu na jej bojkot przez przedsiębiorców niemieckich stała się okazją do zaprezentowania osiągnięć czeskiego przemysłu i rzemiosła.
Inspiracją do zorganizowaniu wystawy była węgierska wystawa powszechna w Budapeszcie w 1885, która wywołała żywe zainteresowanie na ziemiach czeskich. W 1888 został powołany komitet organizacyjny wystawy. Zadecydowano, iż wystawa odbędzie się w 1891, w setną rocznicę pierwszej wystawy przemysłowej w Pradze w 1791. Niemieccy przedsiębiorcy zaczęli wnioskować jednak, aby wystawę zorganizować o rok później - pretekstem miała być niemożność odpowiedniego przygotowania terenu wystawy w ustalonym terminie. W następstwie niemieccy przedstawiciele wystąpili z wszelkich komitetów organizacyjnych, zaś niemieccy przedsiębiorcy odmówili swojego udziału w wystawie. Paradoksalnie, dało to efekt odwrotny od zamierzonego, gdyż Czesi zintensyfikowali swoje wysiłki organizacyjne, wystawa zaś stała się narodową demonstracją czeskich osiągnięć.
Pozostałością wystawy jubileuszowej są liczne obiekty w Pradze, m.in. Kolejka linowa na Petřín, Wieża Petrińska, czy Hanavský pavilon.